# Étang de Montady

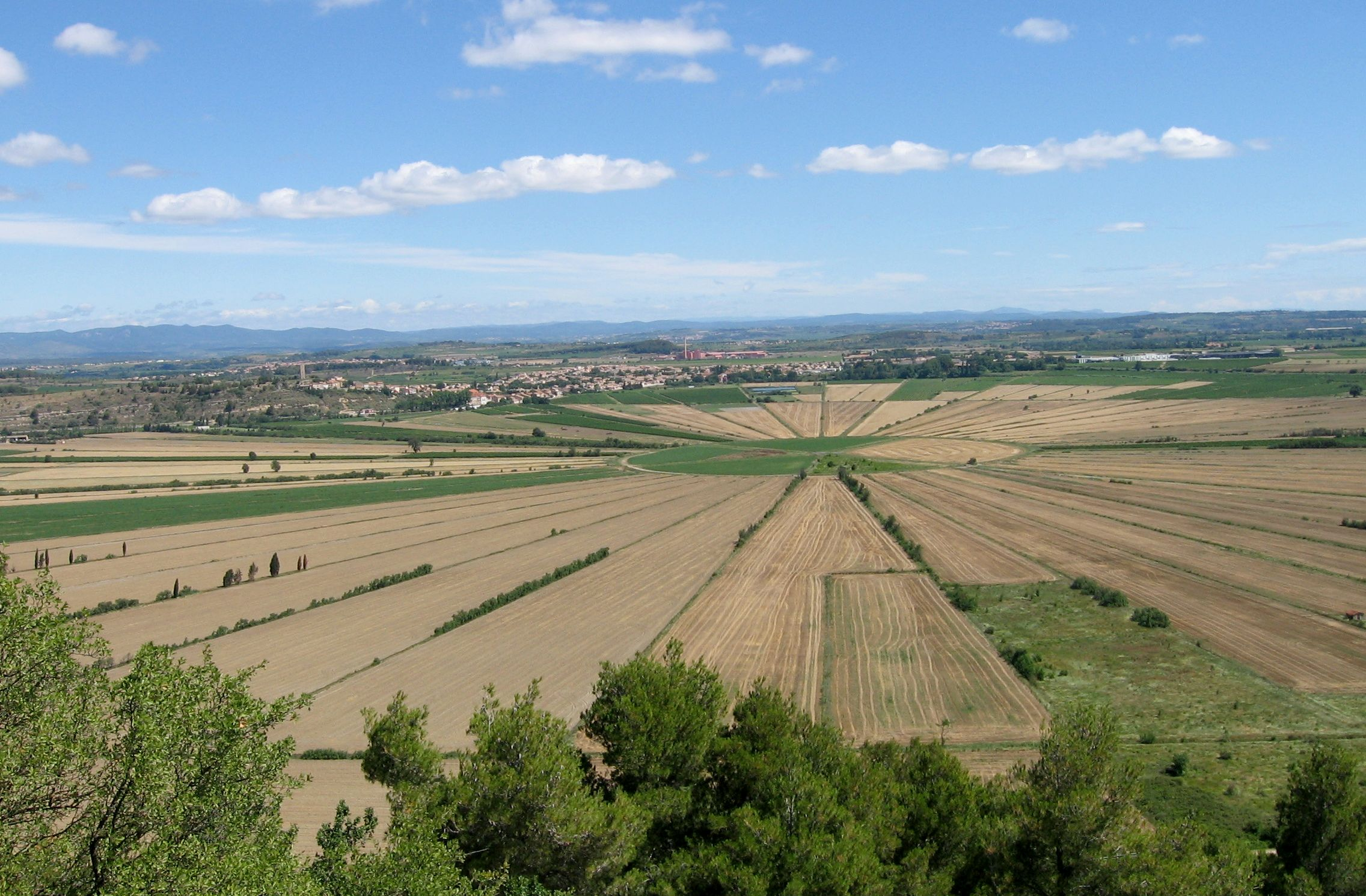
Gezien vanuit Oppidum d'Ensérune

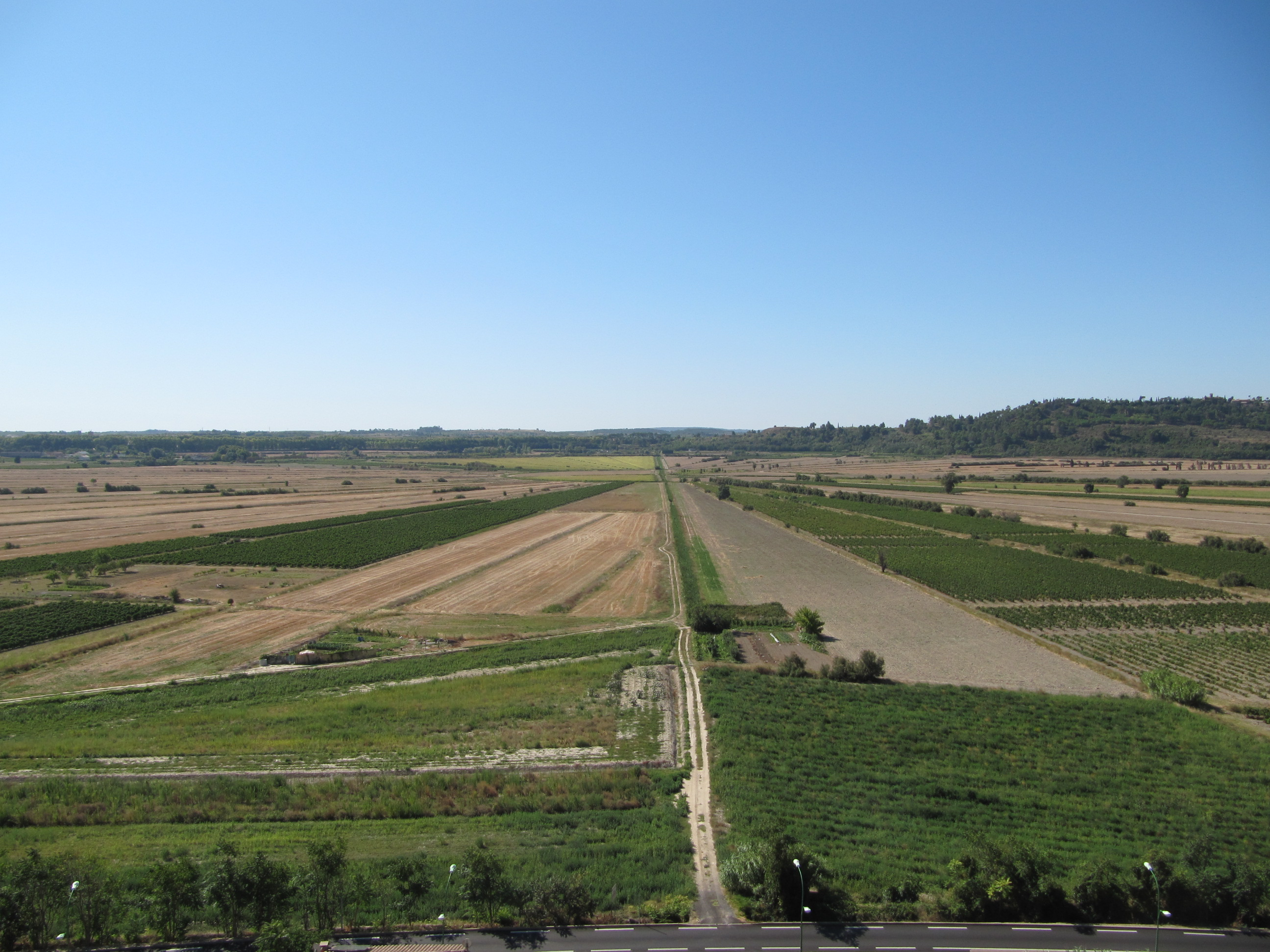
Gezien vanuit Montady

Étang de Montady is een voormalig moerassig gebied tussen de Franse gemeenten Montady en Colombiers. Het kan goed worden gezien vanaf het Oppidum d'Ensérune.
In de tweede helft van de 13e eeuw werd het gebied door monniken gecultiveerd. Het gebied werd droog gemaakt door vanuit een centraal punt radiale sloten aan te leggen. Het water stroomt naar het centrale punt waarna het ondergronds werd afgevoerd. De radiale structuur is nog goed zichtbaar in het landschap.
Het feit dat de afvoer ondergronds onder de berg Ensérune werd gerealiseerd bracht de ontwerper van het Canal du Midi, Pierre-Paul Riquet, tot de idee om een tunnel voor het kanaal aan te leggen onder dezelfde heuvel.